# Bilugunda, Virajpet
Bilugunda là một làng thuộc tehsil Virajpet, huyện Kodagu, bang Karnataka, Ấn Độ.